# Allerød
Pour la période climatique, voir Alleröd
Allerød est une municipalité du département de Frederiksborg, au nord est de l'île du Sjælland au Danemark.
Le siège de l'éditeur de meubles danois Fritz Hansen y est installé depuis des décennies.